# 五大家族
五大家族（英語：Five Families）是指五個主要在紐約市的意大利裔美國黑手黨的有組織犯罪家族，薩爾瓦托雷·馬蘭扎諾在卡斯泰拉馬雷戰爭勝出後於1931年組織起來。
馬蘭扎諾重新改組紐約市的意大利裔美國幫派，變成現在已知的博南諾、哥倫布、甘比諾、吉諾維斯和盧凱塞犯罪家族。每個家族都有劃定的地盤，在組織上安排在一個現時熟悉的等級制度，並讓他們向同一個高層管治實體報告。最初，馬蘭扎諾想要每個家族的老大稱他為「教父」（意大利語：capo di tutti capi，字面解作所有老大的老大）。不過，這導致了他在9月被刺殺，他的角色被查理·盧西安諾建立的黑手黨委員會所取代，委員會監督在美國的所有黑手黨活動，以及負責調解家族之間的衝突。委員會由五大家族的老大，還有芝加哥犯罪集團和布法羅犯罪家族的老大組成的。1963年，約瑟夫·瓦拉奇在瓦拉奇聽證會上公開披露了紐約市的五大家族。從那時起，其他一些犯罪家族已經變得強大或出名，足以匹配五大家族的水平，成為非正式的第六家族。

## 歷史

### 導致五大家族的出現
1920年代，黑手黨在美國的活動由喬·馬塞里亞控制著，其派別主要由來自意大利南部的西西里島、卡拉布里亞和坎帕尼亞地區的黑幫組成。馬塞里亞的派別包括查理·「幸運」·盧西安諾、艾伯特·「瘋帽」·阿納斯塔塞、維多·吉諾維斯、曼弗雷迪·米內奧、威利·莫萊蒂、喬·阿多尼斯和法蘭克·卡斯特羅。然而，強大的西西里島黑手黨老大维托·卡肖·费罗決定出手控制黑手黨的活動。他從他在戈尔福海堡的基地派出薩爾瓦托雷·馬蘭扎諾去奪取控制權。在美國的卡斯泰拉馬雷派別包括約瑟夫·博納諾、斯特凡諾·馬加迪諾、喬·普羅法奇和喬·愛羅。隨著兩個派別將為爭奪黑手黨的領導權而發生越來越明顯的衝突，他們各自尋求招募更多的追隨者來支持他們。
從外表上看，卡斯泰拉馬雷戰爭是在馬塞里亞和馬蘭扎諾的勢力之間的鬥爭。然而，在此之下，守舊的西西里領導層因其長鬍子和舊世界保守的作風，例如拒絕與非意大利人做生意而被稱為「小鬍子皮特」，與更年輕、更多元化的意大利群體之間存在著世代衝突，後者更具有前瞻性，願意與非意大利人進行更多合作。這種做法導致馬塞里亞的追隨者質疑他是否有能力使黑手黨在現代社會中繁榮發展。在盧西安諾的領導下，這個集團的目標是盡快結束戰爭，以便恢復他們的業務，因為他們認為衝突是不必要的。盧西安諾的目標是使黑幫現代化，摒棄不必要的正統規範。這是一個使他能夠吸引追隨者的願景，他們已經看到了馬塞里亞的傳統守舊領導能力有不足之處。因此，兩個派別都是不穩定的，許多黑幫份子在戰爭期間轉換陣營或殺死自己的盟友。早在1928年，馬蘭扎諾和馬塞里亞兩派之間的緊張關係就很明顯，一方經常劫持另一方的酒類貨車（由於禁酒令，當時酒精生產在美國是非法的）。
1931年初，盧西安諾決定消滅馬塞里亞。戰爭對馬塞里亞來說進展不順利，盧西安諾看到了一個轉換效忠對象的機會。在與馬蘭扎諾的秘密交易中，盧西安諾同意策劃殺害馬塞里亞，以換取接受馬塞里亞的詐騙勾當並成為馬蘭扎諾的第二把手。喬·阿多尼斯加入了馬塞里亞的派別，當馬塞里亞聽說盧西安諾的背叛後，他找到阿多尼斯說要殺掉盧西安諾。然而，阿多尼斯反而警告了盧西安諾關於謀殺的陰謀。1931年4月15日，馬塞里亞在布魯克林的康尼島一間名叫Nuova Villa Tammaro餐廳裡被殺死。當他們打牌時，據稱盧西安諾借口去洗手間，據說槍手是阿納斯塔塞、吉諾維斯、阿多尼斯和巴格西·西格爾；西羅·泰拉諾瓦駕駛著逃亡用的汽車，但傳說他被震懾得無法開車離開，不得不被西格爾從駕駛座上推開。在馬蘭扎諾的祝福下，盧西安諾接管了馬塞里亞的幫派，並成為馬蘭扎諾的副手，結束了卡斯泰拉馬雷戰爭。

### 五大家族的形成
隨着馬塞里亞的死亡，馬蘭扎諾將紐約市的意大利裔美國幫派重組為五大家族，由盧西安諾、喬·普羅法奇、湯米·加格里亞諾、文森特·曼加諾和他本人領導。馬蘭扎諾在紐約州的瓦賓格瀑布召開了一次犯罪頭目的會議，宣布自己為「教父」（老大們的老大）。馬蘭扎諾還削減了敵對家族的敲詐勾當，以支持自己的犯罪家族。盧西安諾似乎接受了這些變化，但他只是在等待時機，然後剷除馬蘭扎諾。雖然馬蘭扎諾比馬塞里亞稍有遠見，但盧西安諾已經開始相信，馬蘭扎諾比馬塞里亞更加貪婪和古板。
1931年9月，馬蘭扎諾意識到盧西安諾是一個威脅，並雇用愛爾蘭黑幫瘋狗科爾殺掉盧西安諾。然而，湯米·盧凱塞提醒盧西安諾，他已被標記要他死了。1931年9月10日，馬蘭扎諾命令盧西安諾、吉諾維斯和卡斯特羅來到他位於曼克頓公園大道230號（230 Park Avenue）的紐約中央大廈（現在的漢姆斯利大廈）裡的辦公室。由於確信馬蘭扎諾計劃謀殺他們，盧西安諾決定先採取行動。盧西安諾派出四名猶太黑幫份子前往馬蘭扎諾的辦公室，而馬蘭扎諾的人不知道他們的長相。他們是在猶太黑幫邁爾·蘭斯基和巴格西·西格爾的幫助下獲得保障。他們偽裝成政府探員，其中兩名黑幫解除了馬蘭扎諾的保鏢。另外兩名黑幫在盧凱塞的幫助下，在現場指出馬蘭扎諾，刺傷馬蘭扎諾多次，然後開槍射殺他。這場刺殺後來被傳說化為「西西里晚禱之夜」（Night of the Sicilian Vespers）。

### 美國黑手黨委員會的成立
馬蘭扎諾在1931年被殺死後，盧西安諾在芝加哥召開了一次會議。雖然很少人會反對盧西安諾宣布自己是「教父」，但他廢除了這個頭銜，他認為這個地位會給家族之間帶來麻煩，並使自己成為另一個野心勃勃的挑戰者的目標。盧西安諾的目的是利用黑手黨委員會來悄悄地維護自己在各家族中的權力，防止未來的幫派戰爭；老大們批准了黑手黨委員會這個主意。該委員會由「董事會」所組成，負責監督在美國的所有黑手黨活動，並協助調解家族之間的衝突。
委員會由七個家族老大組成：紐約五大家族的領導人——查理·「幸運」·盧西安諾、文森特·曼加諾、湯米·加利亞諾、約瑟夫·博納諾和喬·普羅法斯；芝加哥犯罪集團老大艾爾·卡彭；以及布法羅犯罪家族老大斯特凡諾·馬加迪諾。查理·盧西安諾被任命為委員會主席。委員會同意每五年或在需要討論家族問題時舉行會議。

## 最初與目前五大家族的老大
1963年，約瑟夫·瓦拉奇在瓦拉奇聽證會上公開透露紐約市五大家族的存在。根據瓦拉奇說，五大家族的原裝老大是查理·盧西安諾、湯米·加格里亞諾、喬·普羅法奇、薩爾瓦托雷·馬蘭扎諾和文森特·曼加諾。1963年在他的證詞中，瓦拉奇講出目前五大家族的老大是湯米·盧凱塞、維多·吉諾維斯、約瑟夫·哥倫布、卡羅·甘比諾和約瑟夫·博納諾。此後，這些都是最常被用來指代紐約五大家族的名字，盡管多年來每個家族都在推翻和更換老大。
| 原本家族名稱 | 創立人              | 目前家族名稱 | 命名自        | 目前老大        | 代理老大                        |
| ------------ | ------------------- | ------------ | ------------- | --------------- | ------------------------------- |
| 馬蘭扎諾     | 薩爾瓦托雷·馬蘭扎諾 | 博南諾       | 約瑟夫·博納諾 | 麥可·曼庫索     |                                 |
| 普羅法奇     | 喬·普羅法奇         | 哥倫布       | 約瑟夫·哥倫布 | 不明            | Robert "Little Robert" Donofrio |
| 曼加諾       | 文森特·曼加諾       | 甘比諾       | 卡羅·甘比諾   | 多梅尼科·切法盧 | 洛倫佐·曼尼諾                   |
| 盧西安諾     | 查理·盧西安諾       | 吉諾維斯     | 維多·吉諾維斯 | 利沃里奧·貝洛莫 |                                 |
| 加格里亞諾   | 湯米·加格里亞諾     | 盧凱塞       | 湯米·盧凱塞   | 維克多·阿穆索   | Michael "Big Mike" DeSantis     |

## 黑手黨老大的繼任

### 馬蘭扎諾/博南諾犯罪家族
- 1909年–1912年 – 塞巴斯蒂亞諾·迪加埃塔諾（英语：Sebastiano DiGaetano）
- 1912年–1930年 – 尼科洛·斯奇羅（英语：Nicolo Schiro）
- 1930年–1931年 – 薩爾瓦托雷·馬蘭扎諾
- 1931年–1968年 – 約瑟夫·博納諾（英语：Joseph Bonanno）
  - 有爭議的老大 1964年–1966年 – 加斯帕·格雷格里奧（英语：Gaspar DiGregorio）
  - 代理老大 1966年–1968年 – 保羅·夏卡（英语：Paul Sciacca）
- 1968年–1971年 – 保羅·夏卡（英语：Paul Sciacca）
- 1971年–1973年 – 納塔爾·埃佛拉（英语：Natale Evola）
- 1973年–1991年 – 菲利普·拉斯泰利（英语：Philip Rastelli）
  - 代理老大（非官方）1974年–1979年 – 卡米尼·加蘭特（英语：Carmine Galante）
  - 代理老大 1979年–1983年 – Salvatore "Sally Fruits" Farrugia
  - 代理老大 1987年–1991年 – 安東尼·史培羅（英语：Anthony Spero）
- 1991年–2004年 – 約瑟夫·馬西諾（英语：Joseph Massino）
  - 代理老大 1991年–1993年 – 安東尼·史培羅
  - 代理老大 2003年–2004年 – Anthony "Tony Green" Urso
- 2004年–2011年 – 文森特·巴夏諾（英语：Vincent Basciano）
  - 代理老大 2004年–2006年 – 麥可·曼庫索（英语：Michael Mancuso）
  - 代理老大 2006年–2009年 – 薩爾瓦托雷·蒙塔尼亞（英语：Salvatore Montagna）
  - 代理老大 2010年–2012年 – 文森特·貝德拉曼堤（英语：Vincent Badalamenti）
- 2013年–現在 – 麥可·曼庫索（英语：Michael Mancuso）
  - 代理老大 2013年–2014年 – Thomas "Tommy D" DiFiore
  - 代理老大 2014年–2015年 – John "Johnny Skyway" Palazzolo
  - 代理老大 2015年–2019年 – Joseph "Joe C" Cammarano Jr.

### 普羅法奇/哥倫布犯罪家族
- 1928年–1962年 – 喬·普羅法奇
- 1962年–1963年 – 約瑟夫·馬廖科（英语：Joseph Magliocco）
- 1963年–1973年 – 約瑟夫·哥倫布
  - 代理老大 1971年–1972年 – Joseph Yacovelli
  - 代理老大 1972年–1973年 – 溫琴佐·阿洛伊（英语：Vincenzo Aloi）
  - 代理老大 1973年 – Joseph "Joey" Brancato
- 1973年–2019年 – 卡爾米內·波斯科（英语：Carmine Persico）
  - 代理老大 1973年–1979年 – 托馬斯·迪貝拉（英语：Thomas DiBella）
  - 代理老大 1981年–1983年 – Alphonse "Allie Boy" Persico
  - 代理老大 1983年–1984年 – 真納羅·蘭傑拉（英语：Gennaro Langella）
  - 代理老大 1985年–1987年 – Anthony "Scappy" Scarpati
  - 代理老大 1987年–1991年 – 維克多·奧雷納（英语：Victor Orena）
  - 代理老大 1991年–1993年 – 空缺
  - 代理老大 1994年–1996年 – Andrew "Andy Mush" Russo
  - 代理老大 1996年–2019年 – 阿方斯·波斯科（英语：Alphonse Persico）
- 2019年–2022年 – Andrew "Andy Mush" Russo

### 曼加諾/甘比諾犯罪家族

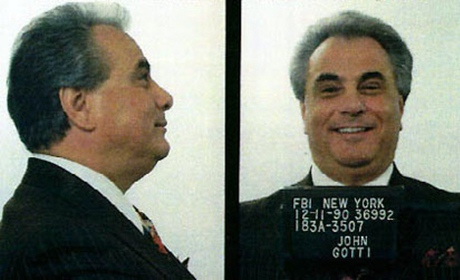
1990年剛被捕的約翰·高蒂，高蒂在1985年至2002年是甘比諾犯罪家族的老大。

- 1900年代–1910年 – 伊尼亞齊奧·盧波
- 1910年–1928年 – 薩爾瓦托雷·「托托」·達奎拉
- 1928年–1930年 – 曼弗雷迪·米內奧（英语：Manfredi Mineo）
- 1930年–1931年 – 法蘭克·斯卡利斯
- 1931年–1951年 – 文森特·曼加諾
- 1951年–1957年 – 艾伯特·阿納斯塔塞（英语：Albert Anastasia）
- 1957年–1976年 – 卡羅·甘比諾
  - 代理老大 1964年–1976年 – 保羅·卡斯特拉諾（英语：Paul Castellano）
- 1976年–1985年 – 保羅·卡斯特拉諾
- 1985年–2002年 – 約翰·高蒂
  - 代理老大 1993年–1999年 – 約翰·A·高蒂
  - 代理老大 1999年–2002年 – 彼得·高蒂（英语：Peter Gotti）
- 2002年–2011年 – 彼得·高蒂
  - 代理老大 2002年–2005年 – 阿諾·史基蒂利（英语：Arnold Squitieri）
  - 代理老大 2005年–2008年 – 傑基·達米科（英语：Jackie D'Amico）
- 2011年–現在 – 多梅尼科·切法盧（英语：Domenico Cefalù）
  - 代理老大 2015年–2019年 – 法蘭克·卡利
  - 掛名老大 2019年–現在 – 洛倫佐·曼尼諾（英语：Lorenzo Mannino）

### 盧西安諾/吉諾維斯犯罪家族
- 1890年代–1909年 – 朱塞佩·莫雷洛
- 1910年–1916年 – 尼古拉斯·「尼克·莫雷洛」·泰拉諾瓦（英语：Nicholas Morello）
- 1916年–1920年 – 溫琴佐·泰拉諾瓦（英语：Vincenzo Terranova）
- 1920年–1922年 – 朱塞佩·莫雷洛
- 1922年–1931年 – 朱塞佩·「喬老大」·馬塞里亞
- 1931年–1946年 – 查理·「幸運」·盧西安諾
  - 代理老大 1936年–1937年 – 維多·吉諾維斯
  - 代理老大 1937年–1946年 – 法蘭克·「總理」·卡斯特羅
- 1946年–1957年 – 法蘭克·「總理」·卡斯特羅
- 1957年–1969年 – 維多·吉諾維斯
  - 代理老大 1959年–1962年 – 安東尼·斯特羅洛（英语：Anthony Strollo）
  - 代理老大 1962年–1965年 – 托马斯·埃博利（英语：Thomas Eboli）
  - 代理老大 1965年–1969年 – 菲利普·隆巴多（英语：Philip Lombardo）
- 1969年–1981年 – 菲利普·隆巴多
- 1981年–2005年 – 文森特·吉根迪（英语：Vincent Gigante）
  - 代理老大 1989年–1996年 – 利沃里奧·貝洛莫（英语：Liborio Bellomo）
  - 代理老大 1997年–1998年 – 多米尼克·奇里洛（英语：Dominick Cirillo）
  - 代理老大 1998年–2005年 – 馬修·伊安涅洛（英语：Matthew Ianniello）
  - 代理老大 2005年–2008年 – 丹尼爾·里奧（英语：Daniel Leo (mobster)）
- 2010年–現在 – 利沃里奧·貝洛莫（英语：Liborio Bellomo）

### 加格里亞諾/盧凱塞犯罪家族
- 1922年–1930年 – 葛塔諾·雷納
- 1930年 – Bonaventura "Joseph" Pinzolo
- 1930年–1951年 – 托馬索·「湯米」·加格里亞諾
- 1951年–1967年 – 湯米·盧凱塞
  - 代理老大 1966年–1967年 – 卡爾米內·特拉蒙蒂（英语：Carmine Tramunti）
  - 代理老大 1967年 – Ettore "Eddie" Coco
- 1967年–1973年 – 卡爾米內·特拉蒙蒂（英语：Carmine Tramunti）
- 1973年–1986年 – 安東尼·「東尼鴨」·科拉洛（英语：Anthony Corallo）
- 1986年–現在 – 維克多·阿穆索（英语：Victor Amuso）
  - 代理老大 1990年–1991年 – 阿方斯·達爾科（英语：Alphonse D'Arco）
  - 代理老大 1995年–1998年 – Joseph "Little Joe" DeFede
  - 代理老大 1998年–2000年 – 史蒂芬·克雷亞（英语：Steven Crea）
  - 代理老大 2000年–2003年 – Louis "Louie Bagels" Daidone
  - 代理老大 2009年–2017年 – 馬修·麥當納（英语：Matthew Madonna）
  - 代理老大 2017年–現在 – Michael "Big Mike" DeSantis

## 流行文化
犯罪家族歷史的事實和虛構細節已被廣泛用於大批的媒體中，例如：

### 電影
- 在《教父》（1972年）中，五大家族被重新演繹為Barzinis、柯里昂、Cuneo、Straccis和塔塔基利亞（英语：Tattaglia family）
- 哈羅德·雷米斯的犯罪喜劇《教父咪搞》（1999年）開始時閃回到1957年五大家族的「大會議」。
- 2025年电影《黑道中人》也有提及五大家族的大会议。

### 文學
- 在尼古拉斯·派勒吉的著作《Wiseguy（英语：Wiseguy (book)）》（1986年）及其改編電影《盜亦有道》（1990年）中，從黑幫亨利·希爾的觀點講述了盧凱塞家族的興起和衰落超過25年。

### 電視劇
- HBO電視劇《酒私風雲》描繪出在美國黑手黨興起期間，查理·盧西安諾的勢力崛起，以及背叛喬·馬塞里亞和薩爾瓦托雷·馬蘭扎諾。
- 在HBO電視劇《黑道家族》中，DiMeo犯罪家族（基於新澤西州的德卡瓦爾坎特犯罪家族（英语：DeCavalcante crime family）[4]）與布魯克林的Lupertazzi犯罪家族（英语：Carmine Lupertazzi）合作，這是紐約其中一個的犯罪家族。
- 2020年Netflix紀錄片《恐懼之城：黑手黨橫行紐約》的主題。

## 延伸閱讀
- Raab, Selwyn. . New York: St. Martins Press. 2006.